# Cantelães
Cantelães es una freguesia portuguesa del concelho de Vieira do Minho, con 11,18 km² de superficie y 933 habitantes (2001). Su densidad de población es de 83,5 hab/km².